# Crottes-en-Pithiverais
Crottes-en-Pithiverais es una comuna francesa situada en el departamento de Loiret, en la región de Centro-Valle del Loira. Tiene una población estimada, en 2020, de 331 habitantes.

## Demografía
| 288 | 286 | 261 | 244 | 217 | 245 | 331 |
| Para los censos de 1962 a 1999 la población legal corresponde a la población sin duplicidades (Fuente: INSEE [Consultar]) |     |     |     |     |     |     |